# 伊拉克利伊夫卡
48°37′33″N 27°38′11″E / 48.62583°N 27.63639°E
伊拉克利伊夫卡（烏克蘭語：Іракліївка），是烏克蘭的村落，位於該國西南部文尼察州，由莫希利夫-波季利斯基區負責管轄，面積1.2平方公里，海拔高度166米，2001年人口173，人口密度每平方公里144.17人。